# Гордон, Джон, 13-й граф Сазерленд
Джон Гордон, 13-й граф Сазерленд (англ. John Gordon, 13th Earl of Sutherland; 20 июля 1576 — 11 сентября 1615) — шотландский землевладелец и придворный.

## Биография
Родился 20 июля 1576 года. Старший сын Александра Гордона, 12-го графа Сазерленда (1552—1594), и леди Джин Гордон (? — 1629), дочери Джорджа Гордона, 4-го графа Хантли, и Элизабет Кейт.
6 декабря 1594 года после смерти своего отца Джон Гордон унаследовал титул 13-го графа Сазерленда (Пэрство Шотландии).
Он провел два года во Франции и вернулся на родину в 1600 году.
29 апреля 1601 года король Яков VI повторно пожаловал Джону Гордону, который к тому времени был женат, но пока не имел сыновей в браке, наследственные титулы шерифа и графа Сазерленда с особым правом передачи его младшим братьям Роберту и Александру, а затем Адаму, третьему сыну 1-го маркиза Хантли.
В августе 1602 года лорд Сазерленд, Хью Маккей из Фарра, Дональд Маклеод из Ассинта и Ардврека и его брат сэр Роберт Гордон посетили Патрика Стюарта, 2-го графа Оркнейских островов, плывущего из Кромарти в Киркуолл и Бирсей на судне «Дюнкерк», принадлежащем графу Патрику. В 1604 году граф Патрик Стюарт приехал на крестины первого сына лорда Сазерленда, названного Патриком, в замок Дорнох, где были развлечения и комедии.
Он заболел в замке Данробин и был перевезен в Дорнох, где и умер 11 сентября 1615 года.

## Семья
5 февраля 1600 года лорд Сазерленд женился на Агнес Элфинстоун (27 октября 1579 — 18 сентября 1617), дочери лорда-казначея Александра Элфинстоуна, 4-го лорда Элфинстоуна (1552—1638), и Джин Ливингстон. Это была двойная свадьба, Джин Элфинстоун, сестра Агнес, в тот же день вышла замуж за Артура Форбса, мастера Форбса. Событие праздновалось в течение двух дней в апартаментах Элфинстоун в Королевском монетном дворе, или «Cunyeehous», в Каугейте в Эдинбурге, с королем Яковом VI и королевой Анной Датской в качестве гостей дома. В качестве свадебных подарков Яков VI подарил невестам комплекты золотых и жемчужных аксессуаров, включающие ожерелье, пояс и задние и передние «украшения» для их волос . У лорда и леди Сазерленд были следующие дети:
- Достопочтенный Патрик Гордон, мастер Сазерленд (род. 1604, умер в младенчестве)
- Достопочтенный Александр Гордон, мастер Сазерленд (умер в младенчестве)
- Достопочтенный Роберт Сазерленд (умер в младенчестве)
- Джон Гордон, 14-й граф Сазерленд (9 марта 1609 — 14 октября 1679), старший сын и преемник отца.
- Достопочтенный Адам Гордон (15 мая 1613 — 27 августа 1634), убит в битве при Нёрдлингене
- Полковник Достопочтенный Джордж Гордон (род. 6 февраля 1616), женат на леди Роуз Макдоннелл, дочери Рэндала Макдоннелла, 1-го графа Антрима.
- Леди Джейн Гордон (род. в 1601, умерла в младенчестве)
- Леди Элизабет Гордон, которая в 1619 году вышла замуж за сэра Джеймса Крайтона из Френдроута в замке Бог-оф-Гайт, ныне называемом замком Гордон[8] . Их старшим сыном был Джеймс Крайтон, 1-й виконт Френдроут.
- Леди Энн Гордон, которая вышла замуж в 1623 году за сэра Гилберта Мензиса из Питфодделса. Она погибла в кораблекрушении в 1648 году.
- Леди Мэри Гордон (19 ноября 1614 — 2 февраля 1615).